# Ophryophryne synoria
Ophryophryne synoria är en groddjursart som beskrevs av Stuart, Sok och Neang Thy 2006. Ophryophryne synoria ingår i släktet Ophryophryne och familjen Megophryidae. IUCN kategoriserar arten globalt som otillräckligt studerad. Inga underarter finns listade i Catalogue of Life.